# 五十村良行
五十村 良行（いがむら りょうこう、1850年1月8日（嘉永2年11月25日）- 1905年（明治38年）7月8日）は、幕末の佐賀藩武雄領主・武雄鍋島家家臣、明治期の官僚・政治家。衆議院議員。旧姓・佐々木、名・達之助。

## 経歴
肥前国杵島郡武雄（現佐賀県武雄市）で武雄鍋島家家臣・佐々木家に生まれ、五十村平左エ門の養子となる。漢学を修めた。
明治5年1月（1872年2-3月）石鉄県十三等出仕となり、以後、司法省十二等出仕、司法少解部、判事・高知裁判所徳島支庁在勤、脇町区裁判所長、熊本県警部兼属、熊本警察署長兼監獄署長、山梨県収税長、愛媛県収税長、大分県参事官などを歴任。
1892年2月、第2回衆議院議員総選挙おいて佐賀県第三区から出馬して二位景暢と選挙戦を戦い当選し、衆議院議員を一期務めた。
以後、埼玉県警部長、沖縄県警部長、根室税務管理局長を歴任し、1900年2月12日、根室税務管理局長を休職した。